# Agglutination Metal Festival
L'Agglutination Metal Festival è un festival heavy metal italiano nato nel 1995, tra i primi festival italiani del genere ed uno dei più longevi a livello europeo.
Si svolge annualmente in Basilicata, tra i comuni di Chiaromonte, Sant'Arcangelo e Senise, in provincia di Potenza.

## Storia
Nato a Chiaromonte, per promuovere gruppi emergenti della zona, ha iniziato ad espandersi con gli anni tanto da diventare uno dei più importanti festival heavy metal del centro-sud Italia. L'edizione del 1997, con gli Overkill come headliner, ha registrato un'affluenza di circa 4.000 persone, secondo le cifre fornite dall'organizzazione.
Oltre agli Overkill, altre band importanti che vi hanno partecipato sono Carcass, Gamma Ray, Venom, Cannibal Corpse, Exodus, Mayhem, Vader, Dark Tranquillity, Marduk, Stratovarius e tra i gruppi italiani White Skull, Rhapsody of Fire, Death SS, Labyrinth, Necrodeath, Extrema, Theatres des Vampires, Novembre e Stormlord.
L'edizione 2020 non è stata organizzata principalmente per ragioni economiche. La dichiarazione è stata rilasciata nel febbraio 2020, circa un mese prima dell'inizio del lockdown dovuto alla pandemia di COVID-19. Nel 2021 il festival non è stato organizzato per il protrarsi delle misure contenitive, riprendendo l'attività l'anno successivo con la XXVI edizione a Senise, in data 6 agosto.

## Partecipanti

### 1995 (agosto, Chiaromonte)
Marshall e altri gruppi minori lucani

### 1996 (agosto, Chiaromonte)
White Skull, Lost Innocence e altri gruppi minori lucani

### 1997 (12 agosto, Chiaromonte)
Overkill, White Skull, Megora, Aggressive Fear, In Human Memories, Deleterio, Black Sunrise, Flash Terrorist, Stormlord, Harem, Funeral Fuck

### 1998 (11 agosto, Chiaromonte)
Athena, Undertakers, Lacrima Christi, Heimdall, Glacial Fear, Inchiuvatu, Hastings, Aura, Memories of a Lost Soul, Unthory, Black Sunrise, Funeral Fuck

### 1999 (13 agosto, Chiaromonte)
White Skull, Moonlight Comedy, Ahriman, Tenebrae Oburiuntur, Obscure Devotion, 3rd, Terremoto, Kiss of Death, Pino Miale, Spellbound.

### 2000 (12 agosto, Chiaromonte)
Domine, Vision Divine, Undertakers, Glacial Fear, Stormlord, Art Inferno, Arcadia, Steel Cage, Humanity Eclipse, Eden Shape

### 2001 (11 agosto, Chiaromonte)
Ancient, Thoten, White Skull, Secret Sphere, Highlord, The Black, Natron, Schizo, Glacial Fear, Requiem K626, Brazen, Enemynside, Dark Secret, Rainy Night

### 2002 (12 agosto, Chiaromonte)
Destruction, Vicious Rumors, Drakkar, Undertakers, Stormlord, Heimdall, Infernal Poetry, Holy Knights, Adimiron

### 2003, (9 agosto, Chiaromonte)
Virgin Steele, Labyrinth, Theatres des Vampires, Beholder, Fire Trails, Elvenking, Marshall, Rosae Crucis, Mantra, Requiem K626, Hunchback

### 2004 (12 agosto, Chiaromonte)
Iron Savior, Marduk, Crystal Ball, Novembre, Centvrion, Thy Majestie, Rain, Nameless Crime, Disguise, Walkyrya

### 2005 (13 agosto, Chiaromonte)
Mayhem, Freedom Call, Necrodeath, Mesmerize, Schizo, Valiance

### 2006 (10 agosto, Chiaromonte)
Vision Divine, Sinister, Majesty, Dark Lunacy, Marshall, Pandaemonium, Kragens, Aleph, Infernal Angels, Megawatt

### 2007 (11 agosto, Sant'Arcangelo)

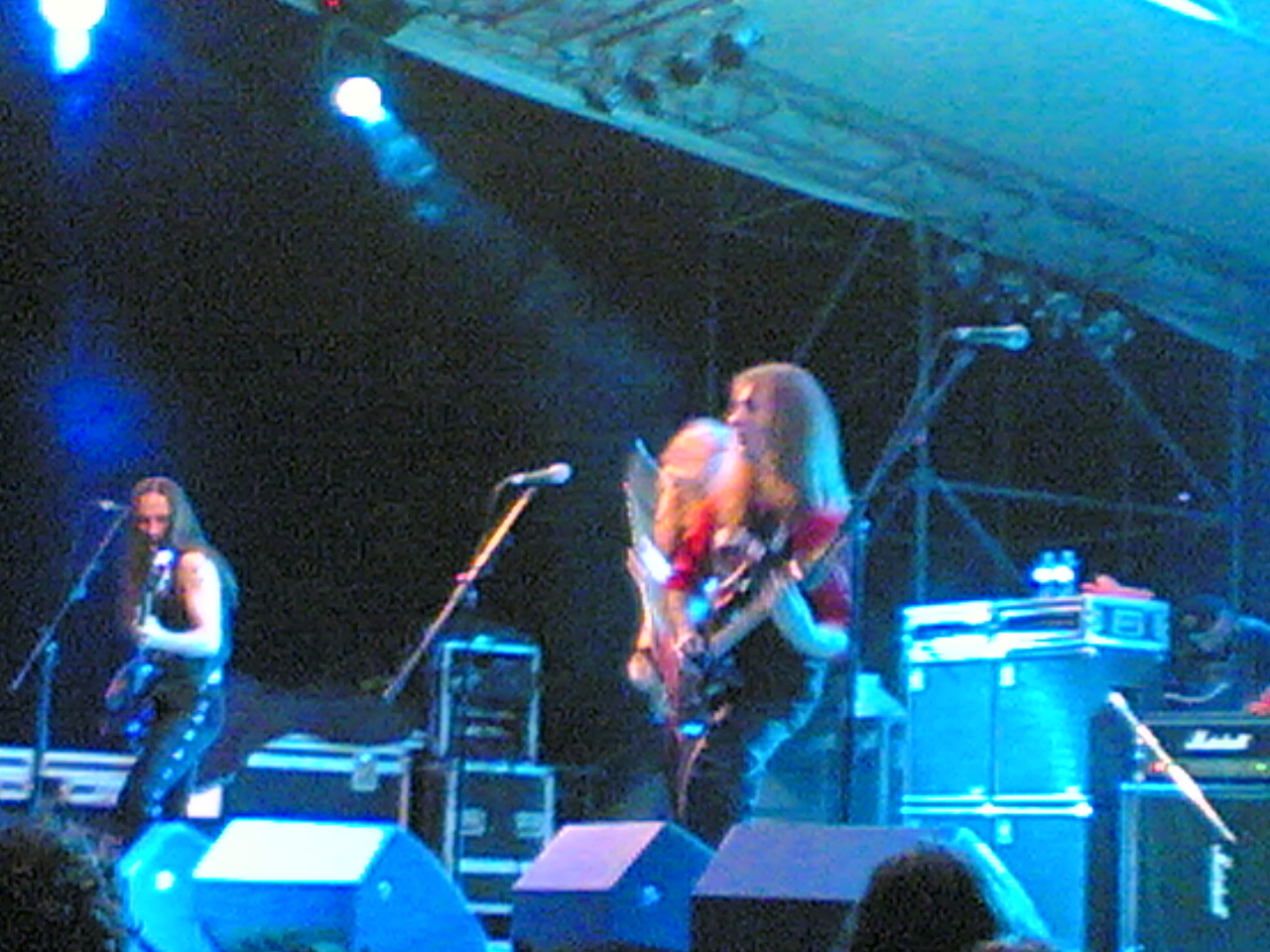
Gamma Ray all'Agglutination Metal Festival 2007

Gamma Ray, Tankard, Fire Trails, Dark Lunacy, Kaledon, Golem, Infernal Angels

### 2008 (9 agosto, Sant'Arcangelo)
Dark Tranquillity, Vision Divine, Dismember, Domine, Metal Gang, DGM, Savior from Anger, DenieD, Nefertum

### 2009 (10 agosto, Sant'Arcangelo)

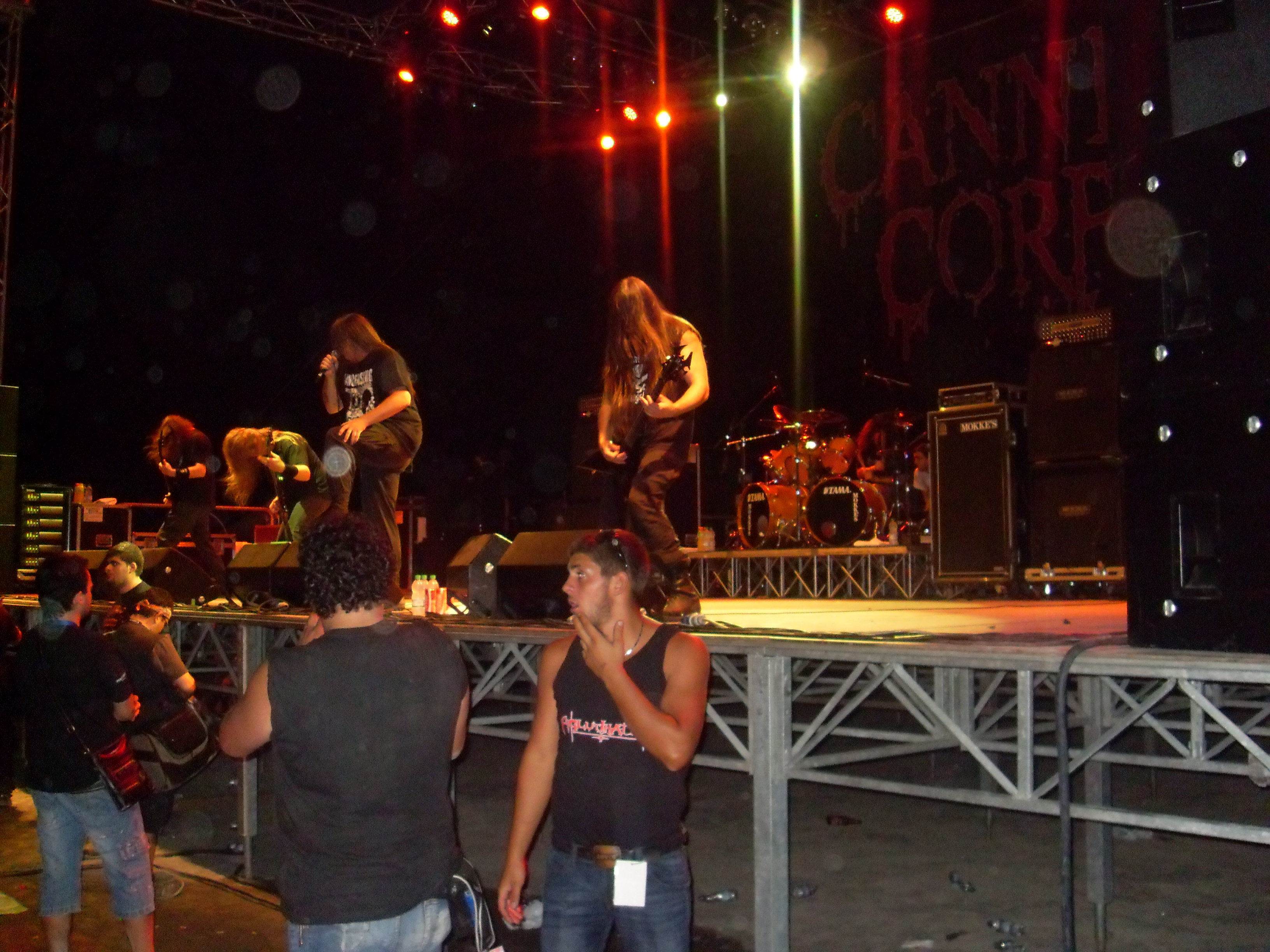
Cannibal Corpse all'Agglutination Metal Festival 2010

U.D.O., Vader, Extrema, Fabio Lione Project with Ancestral, Forgotten Tomb, Fratello Metallo, Trick or Treat, Ecnephias, Symbolyc

### 2010 (9 agosto, Sant'Arcangelo)
Cannibal Corpse, Korpiklaani, Pino Scotto, Handful of Hate, Airborn, Marshall, Ver Sacrum, Solisia

### 2011 (20 agosto, Chiaromonte)
Bulldozer, Majesty, Bömbers, Node, PTSD, Tyrannizer Order, Aura, Stige

### 2012 (25 agosto, Chiaromonte)

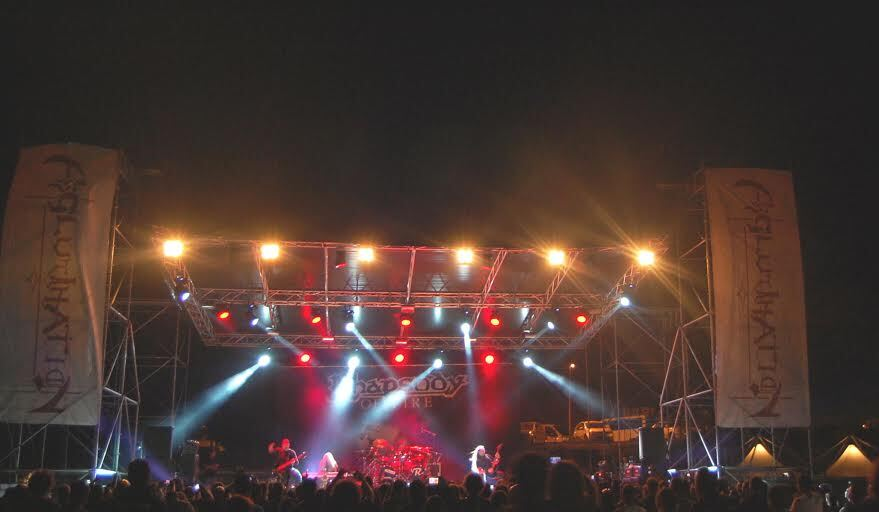
Rhapsody of Fire all'Agglutination Metal Festival 2012

Dark Tranquillity, Rhapsody of Fire, Rotting Christ, Ecnephias, Vexed, Lunocode, Poemisia, Twilight Gate, Ghost Booster

### 2013 (10 agosto, Senise)
Overkill, Stratovarius, Marduk, Eldritch, Folkstone, Heavenshine, Blind Horizon, Rebürn

### 2014 (23 agosto, Senise)

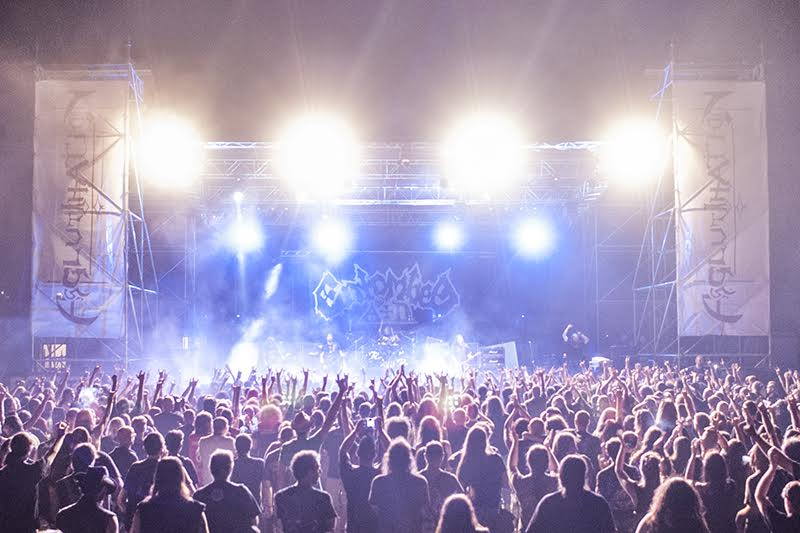
Entombed A.D. all'Agglutination Metal Festival 2014

Carcass, Entombed A.D., Belphegor, Buffalo Grillz, Elvenking, Eversin, Sinheresy, Lehman

### 2015 (9 agosto, Chiaromonte)
Obituary, Edguy, Inquisition, Necrodeath, Forgotten Tomb, Arthemis, Feline Melinda, Carthagods

### 2016 (21 agosto, Chiaromonte)
Therion, Exodus, Taake, Fleshgod Apocalypse, Nanowar of Steel, Dewfall, De La Muerte, Real Chaos

### 2017 (19 agosto, Chiaromonte)
Venom, Sodom, White Skull, In.Si.Dia, Assaulter, Gravestone, Ghost of Mary, Memories of a Lost Soul

### 2018 (19 agosto, Chiaromonte)
Death SS, Pestilence, Folkstone, Necrodeath, Witchunter, Ad Noctem Funeriis, Circle of Witches, Rome in Monochrome

### 2019 (17 agosto, Chiaromonte)
Napalm Death, Death Angel, Carpathian Forest, Strana Officina, Carthagods, The Black, Scream Baby Scream

### 2020 (Annullato per Pandemia di COVID-19)
-

### 2021 (Annullato per Pandemia di COVID-19)
-

### 2022 (6 agosto, Senise)
Asphyx, Nargaroth, Vanexa, Fulci, Sailing To Nowhere, Napoli Violenta, Funeral Mantra, Mirko Gisonte, Eyelids

### 2023 (12 agosto, Chiaromonte)
Carcass, Nocturnal Depression, Sacrilege, Plakkaggio, Xenos A.D., Essenza, Coexistence